# Mutlu Demir
Mutlu Demir (Saint-Priest, 13 dicembre 1987) è un cestista turco.

## Carriera
Con la Turchia ha disputato i Giochi del Mediterraneo di Pescara 2009.

## Palmarès
- Coppa di Turchia: 2

Efes Pilsen: 2005-06
Pınar Karşıyaka: 2013-14
- Coppa del Presidente: 1

Pınar Karşıyaka: 2014